# Guerra olandese-portoghese
La guerra olandese-portoghese fu un conflitto che contrappose la Repubblica delle Sette Province Unite all'Impero portoghese. Iniziato nel 1602, il conflitto coinvolse soprattutto le compagnie olandesi delle indie che invasero le colonie portoghesi nelle Americhe, in Africa, in India e in Estremo Oriente. La guerra può essere considerata un'estensione della guerra degli ottant'anni combattuta in Europa tra la Spagna e le Province Unite, dal momento che la corona portoghese e quella spagnola rimasero unite per la maggior parte del conflitto.
Il Portogallo riuscì a respingere i tentativi olandesi di conquistare il Brasile e l'Angola, ma gli olandesi strapparono ai portoghesi le colonie orientali di Malacca, Ceylon, della costa del Malabar e delle Molucche impadronendosi del controllo del commercio in estremo oriente. Gli inglesi fornirono aiuto agli olandesi nel corso della guerra e trassero grandi vantaggi dal lungo conflitto che oppose i loro due principali concorrenti nel commercio in Asia orientale.

## Introduzione
In seguito all'unione iberica del 1580, il Portogallo rimase fino alla metà del XVII secolo sotto il dominio degli Asburgo di Spagna, che erano in guerra con i ribelli delle Province Unite. Prima dell'unione delle corone portoghese e spagnola, i mercanti portoghesi utilizzavano i Paesi Bassi come base per la vendita delle spezie nell'Europa settentrionale. Quando gli spagnoli presero il controllo dell'Impero portoghese, proclamarono un embargo su tutti gli scambi con le province ribelli (vedi Unione di Utrecht). Nel tentativo di sottomettere le province ribelli, Filippo II tagliò fuori i Paesi Bassi dal mercato delle spezie di Lisbona, costringendo gli olandesi a prendere parte direttamente al commercio delle spezie delle Indie.
Come i francesi e gli inglesi, gli olandesi cercarono di creare una rete commerciale globale a spese dei regni iberici. L'impero olandese attaccò molti territori asiatici sotto il dominio dei portoghesi e degli spagnoli tra i quali Formosa, Ceylon e le Filippine e colpì gli interessi commerciali spagnoli e portoghesi in Giappone, Africa e Sud America.

## Antefatti
Nel 1592, durante la guerra con la Spagna, una flotta inglese aveva catturato un grande galeone portoghese al largo delle Azzorre, il Madre de Deus, carico di 900 tonnellate di merci provenienti dall'India e dalla Cina, del valore di circa mezzo milione di sterline (quasi la metà del gettito fiscale inglese a quell'epoca). Questa pregustazione delle ricchezze dell'est galvanizzò l'interesse nella regione. Lo stesso anno, i mercanti olandesi inviarono Cornelis de Houtman a Lisbona, per raccogliere quante più informazioni possibili sulle Molucche. Nel 1595, il commerciante ed esploratore Jan Huygen van Linschoten, avendo viaggiato molto nell'Oceano Indiano al servizio dei portoghesi, pubblicò un rapporto di viaggio ad Amsterdam, il Reys-gheschrift vande navigatien der Portugaloysers in Orienten ("Resoconto del viaggio dei navigatori dei portoghesi in Oriente"). Il rapporto pubblicato includeva vaste indicazioni su come percorrere le rotte tra il Portogallo e le Indie Orientali e il Giappone. L'interesse olandese e britannico, alimentato dalle nuove informazioni, portò a un moto di espansione commerciale, e alla fondazione della Compagnia Inglese delle Indie orientali nel 1600, e della Compagnia olandese delle Indie orientali (VOC) nel 1602.
Nel 1602 fu fondata la Verenigde Oost-Indische Compagnie (Compagnia Olandese delle Indie Orientali o VOC), con l'obiettivo di condividere i costi dell'esplorazione delle Indie Orientali e di ristabilire il commercio delle spezie, una fonte vitale di entrate per la nuova Repubblica delle Sette Province Unite.

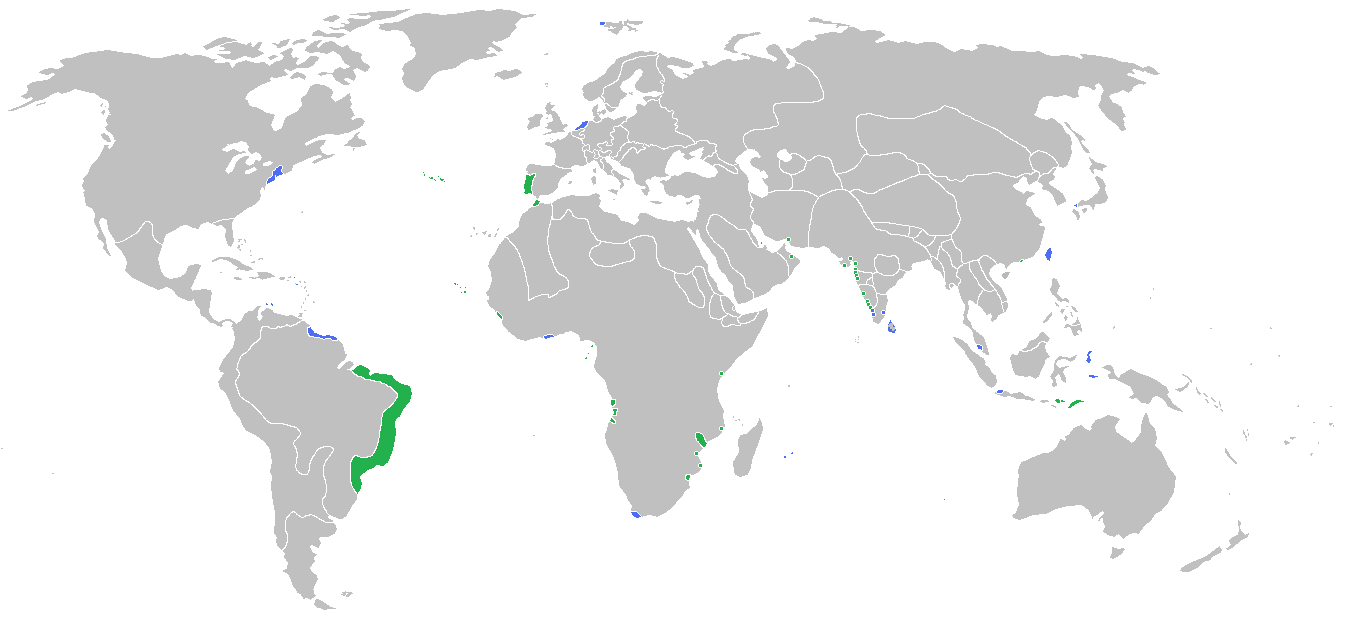
Mappa degli imperi olandese e portoghese dopo la guerra.
Province Unite
Impero portoghese

     Province Unite
     Impero portoghese

### Casus belli
All'alba del 25 febbraio 1603 otto navi della Compagnia olandese delle Indie orientali (VOC) catturarono, nello stretto di Singapore, il Santa Catarina, un galeone portoghese carico di merci. Il carico della nave fu sequestrato e messo all'asta ad Amsterdam come bottino di guerra. Il bottino era così ricco che i suoi proventi di vendita raddoppiarono il capitale della VOC. La cattura della nave scatenò una polemica internazionale e gli spagnoli chiesero la restituzione del carico. Nel 1604 il Regno di Spagna intentò un'udienza giudiziaria pubblica contro la Compagnia. Il processo si tenne ad Amsterdam di fronte alla corte dell'Ammiragliato olandese e la VOC chiamò il famoso giurista Ugo Grozio come consulente legale. Grozio in Mare Liberum (pubblicato a Leida nel 1609 per espressa richiesta della Camera olandese della Compagnia dell'India orientale) formulò, contro la politica portoghese del Mare clausum, il nuovo principio secondo il quale il mare era un territorio internazionale e tutte le nazioni erano libere di usarlo per il commercio marittimo. I "mari liberi" fornirono agli olandesi un'idonea giustificazione ideologica per spezzare il monopolio marittimo portoghese attraverso il loro formidabile potere navale.

## La guerra in Oriente: la sfida tra Goa e Batavia

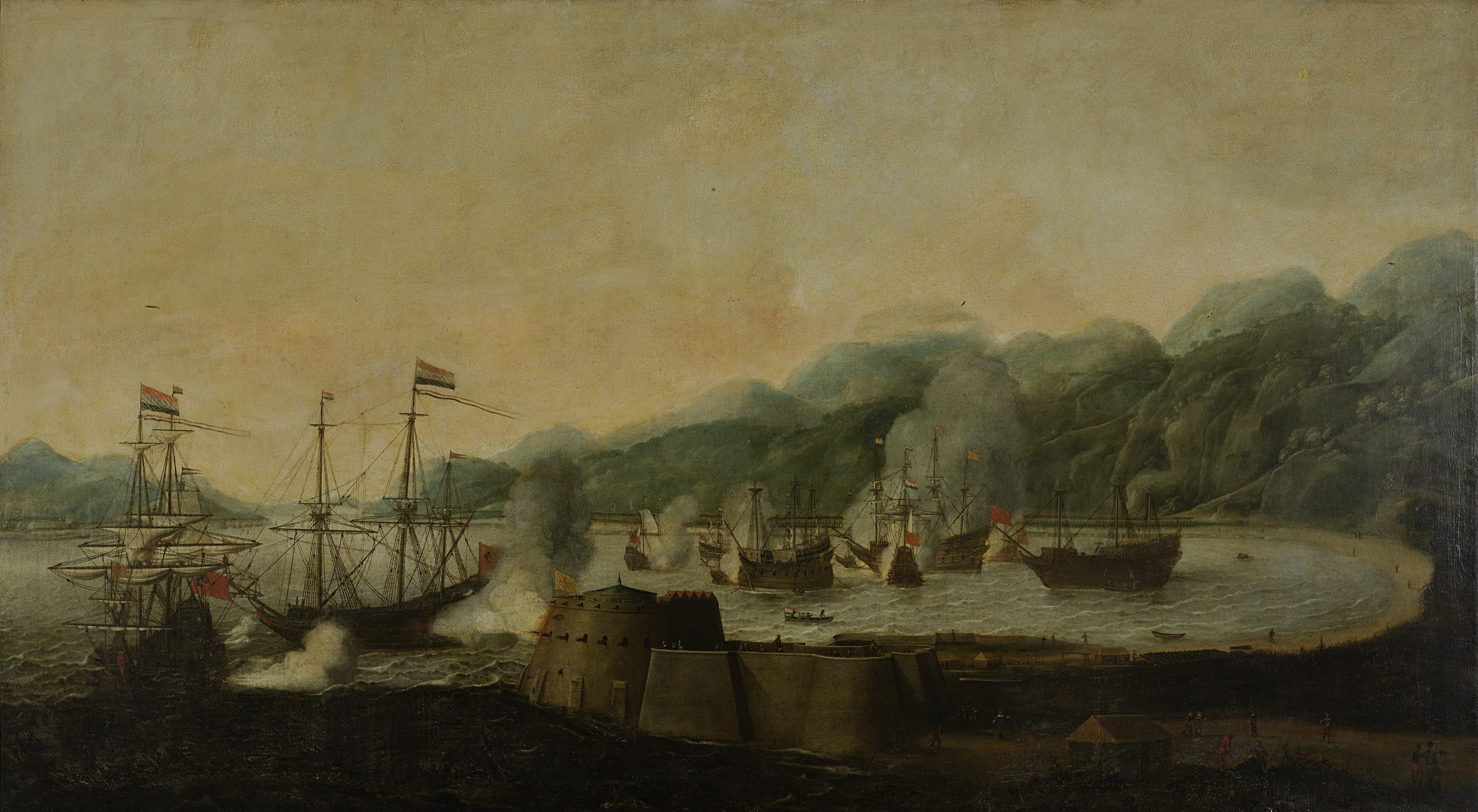
La battaglia di Goa del 1639.

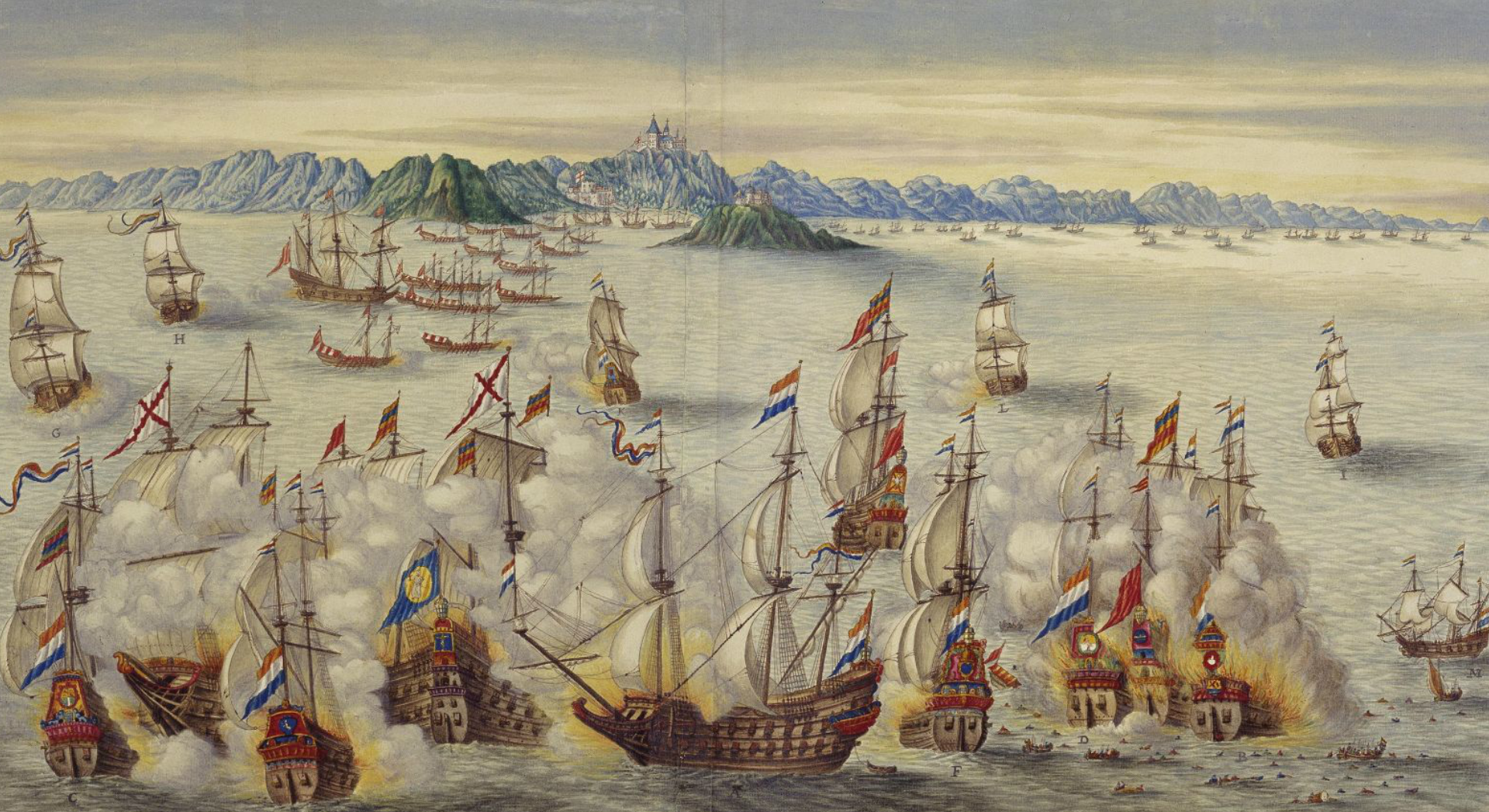
Battaglia navale di Goa tra le flotte olandese e portoghese nel 1638.

Le prime spedizioni olandesi riuscirono a scacciare i portoghesi dal Capo di Buona Speranza e dall'Oceano Indiano in generale. Il sistema di fortificazioni portoghese in India era tecnologicamente arretrato e in cattivo stato. Le fortezze portoghesi erano dappertutto isolate e a corto di personale. Gli olandesi riuscirono anche a spezzare il monopolio portoghese del commercio delle spezie. Con il crescere delle dimensioni delle flotte olandesi, aumentarono anche le loro interferenze con il commercio portoghese e si verificarono le prime scaramucce.
Le basi portoghesi erano isolate e gli olandesi le attaccavano separatamente, non sempre con successo. Ambon fu strappata ai portoghesi nel 1605, ma l'offensiva olandese su Malacca l'anno seguente, si concluse con la disfatta degli olandesi nella battaglia di Cabo Rachado. Nel 1607 e nel 1608, due successive offensive olandesi non riuscirono a conquistare la roccaforte portoghese sull'Isola di Mozambico, a causa della stretta collaborazione tra i locali e i portoghesi.
Nel 1619 gli olandesi comandati da Jan Pieterszoon Coen conquistarono Giacarta, in seguito ribattezzata Batavia in onore dei Batavi, presunti antenati degli olandesi. Batavia sarebbe diventata la capitale delle Indie orientali olandesi.
Per i successivi quarantaquattro anni, le due città di Goa e Batavia avrebbero combattuto senza sosta, l'una come capitale dell'India portoghese e l'altra come base operativa della Compagnia olandese delle Indie orientali. Con l'aiuto del Sultanato di Bijapur, gli Olandesi tentarono persino di conquistare la stessa Goa, ma la diplomazia portoghese riuscì a sventare il piano.
In realtà, Goa era sottoposta a un assedio intermittente fin dal 1603. La maggior parte dei combattimenti si svolse nell'India occidentale, dove la campagna olandese nel Malabar cercò di porre fine al monopolio portoghese sul commercio delle spezie. Le flotte olandesi e portoghesi si affrontarono per il controllo delle rotte marittime come avvenne nella battaglia di Mormugao del 30 settembre 1639, mentre nell'India continentale la guerra coinvolse sempre più spesso i regni e principati indiani alleati degli olandesi, che sfruttarono il risentimento delle popolazioni locali verso le conquiste portoghesi dell'inizio del XVI secolo. Nel 1624, Fernando de Silva condusse una flotta spagnola a saccheggiare alcune navi olandesi che navigavano vicino alla costa del Siam. L'azione provocò la reazione sdegnata di Songtham, re del Siam, che aveva una relazione preferenziale con gli olandesi e ordinò l'attacco e il sequestro di tutte le navi spagnole.

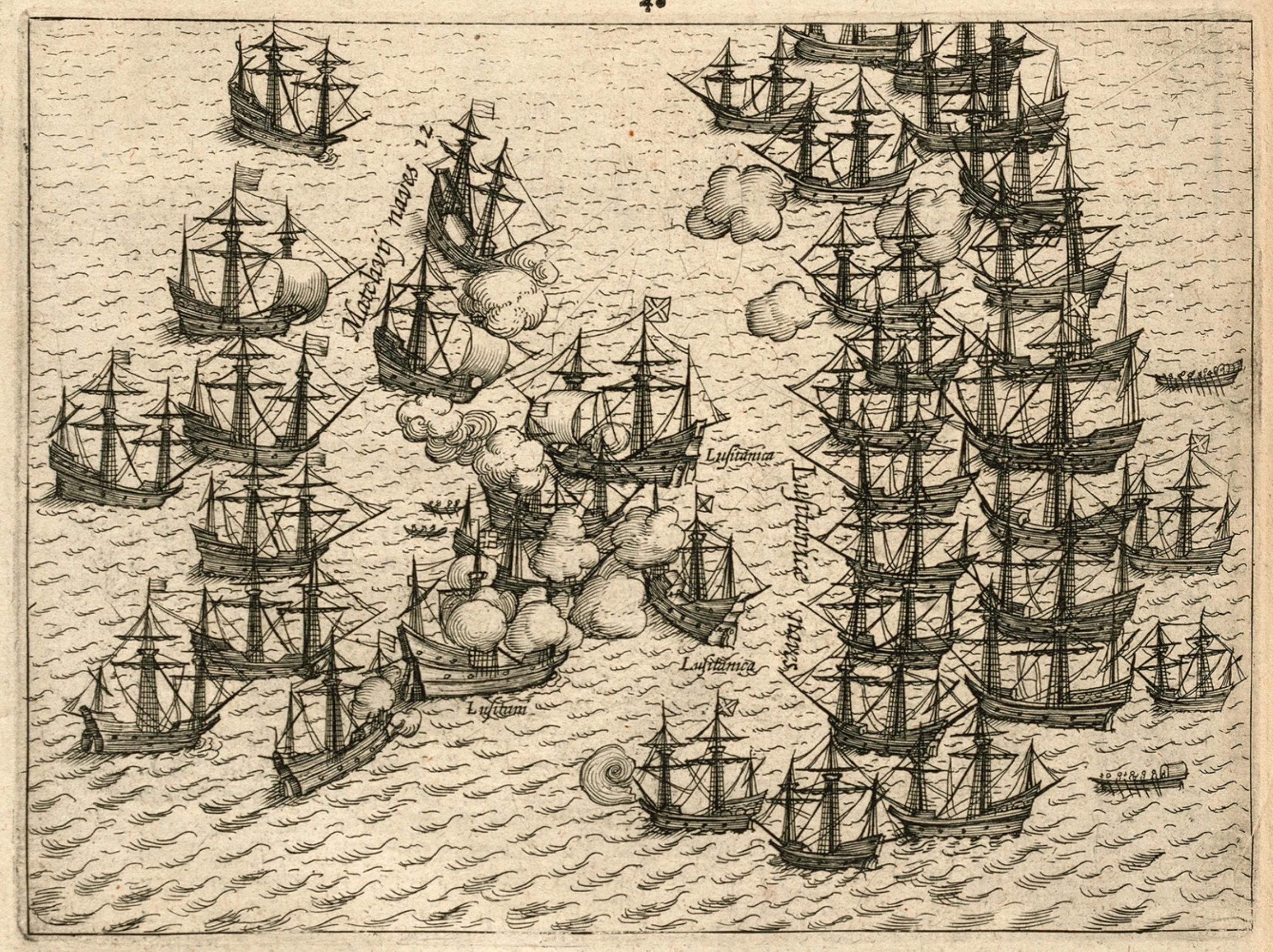
Battaglia per Malacca tra la flotta della VOC e quella portoghese, 1606.

La guerra tra di Filippo II e altri paesi portò a un deterioramento dell'Impero portoghese, che perse la base di Hormuz a vantaggio della Persia, aiutata dall'Inghilterra, ma l'Impero olandese fu il principale beneficiario della crisi del Portogallo.
Nel 1640 i portoghesi approfittarono della sollevazione della Catalogna e si ribellarono all'Unione iberica dominata dagli spagnoli. Da quel momento in poi gli inglesi ristabilirono la loro alleanza con il Portogallo.

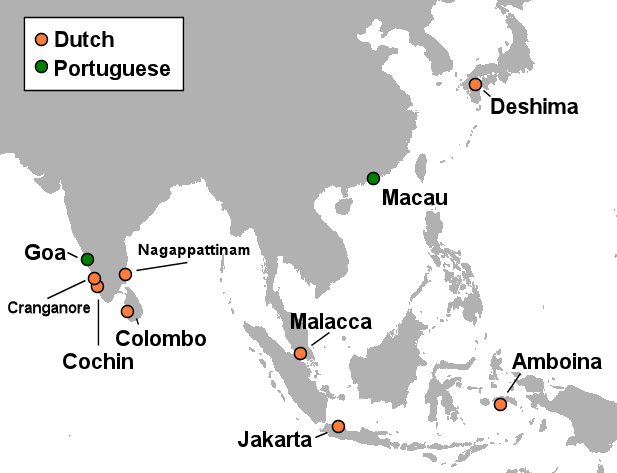
I principali insediamenti olandesi e portoghesi in Asia intorno al 1665. Ad eccezione di Giacarta e Deshima, tutti gli insediamenti olandesi erano stati sottratti al Portogallo dalla Compagnia olandese delle Indie orientali.

### Il VOC guadagna terreno

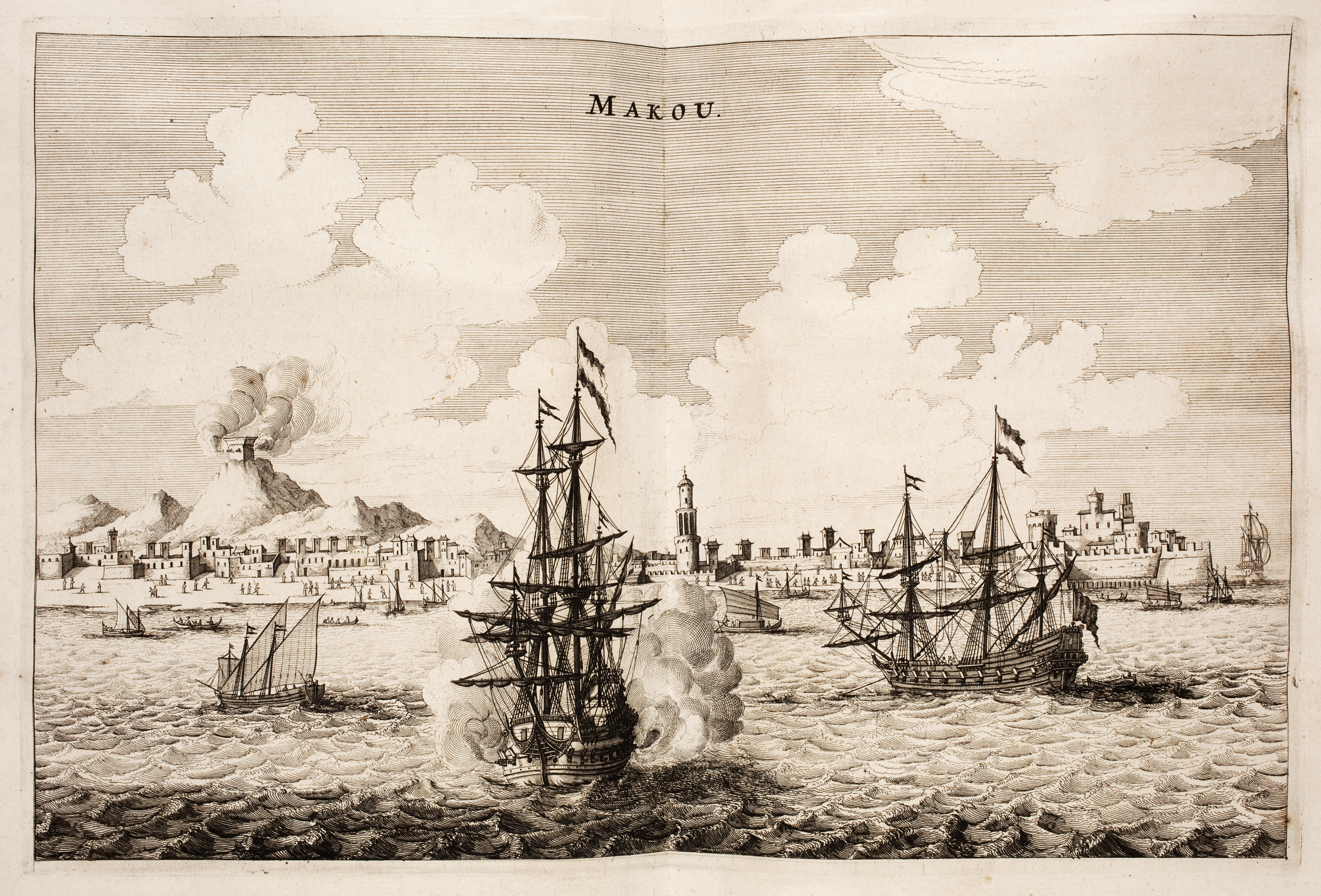
Navi olandesi cannoneggiano i portoghesi nelle acque di Macao, disegno del 1665.

Il VOC approfittò della situazione di instabilità nella Penisola iberica per attaccare la serie di fortezze costiere appartenenti all'impero portoghese: la Malacca cadde in mano olandese nel gennaio del 1641.
Importanti battaglie si svolsero anche nel Mar Cinese Meridionale. Gli olandesi, in un primo momento sostenuti dagli inglesi e successivamente da soli, presero d'assalto Macao. I tentativi olandesi di conquistare Macao, di costringere la Cina a sottrarla ai portoghesi per consegnarla a loro e di colonizzare le isole Pescadores fallirono, in parte grazie ai rapporti diplomatici di lunga data tra i portoghesi e i Ming, ma gli olandesi alla fine riuscirono a conquistare il monopolio del commercio con il Giappone. Fallirono, invece, i quattro tentativi olandesi di conquistare Macao da dove il Portogallo monopolizzava il lucroso commercio tra Cina e Giappone.
Gli olandesi fondarono una colonia a Tayouan nel 1624, l'attuale Anping a sud di Taiwan, conosciuta dai portoghesi come Formosa e nel 1642 sottrassero con la forza il nord di Formosa agli spagnoli.
Nel 1638 gli olandesi intervennero nella guerra singalese-portoghese a Ceylon, inizialmente come alleati del regno di Kandy contro il Portogallo. Gli olandesi conquistarono Batticaloa nel 1639 e Galle nel 1640 prima che l'alleanza si interrompesse. Dopo un periodo di guerra che vide contrapposti olandesi, portoghesi e kandyani, l'alleanza fu ristabilita nel 1649. Con l'aiuto determinante dei kandyani (che successivamente tradirono), gli olandesi riuscirono a catturare Colombo nel 1656 e scacciarono gli ultimi portoghesi da Ceylon nel 1658. La guerra tra olandesi e kandyani continuò sporadicamente per oltre un secolo.
Sull'isola di Timor, nell'arcipelago malese, i progressi olandesi furono bloccati da un gruppo autonomo e potente di asiatici di origine portoghese chiamati Topasses. i Topasses riuscirono a conservare una solida posizione sull'isola e a mantenere il controllo del commercio del sandalo. Grazie all'aiuto di alleati locali Furono in grado di respingere le spedizioni olandesi mandate a conquistare Timor nel 1653, nel 1655, nel 1656 e nel 1657. La loro resistenza durò per tutto il XVII e XVIII secolo, facendo sì che la parte orientale di Timor rimanesse sotto la sfera di controllo portoghese.
In tutto le conquiste olandesi a spese dei portoghesi erano state modeste: alcuni possedimenti indonesiani e alcune città e fortezze nell'India meridionale. Il colpo più importante assestato all'impero orientale portoghese fu la conquista di Malacca nel 1641 (che li privò del controllo dello stretto), di Ceylon nel 1658 e della costa di Malabar nel 1663, conservate anche dopo la firma del trattato di pace dell'Aia (1661).

## Guerra dello zucchero: i portoghesi contro la Compagnia olandese delle Indie occidentali

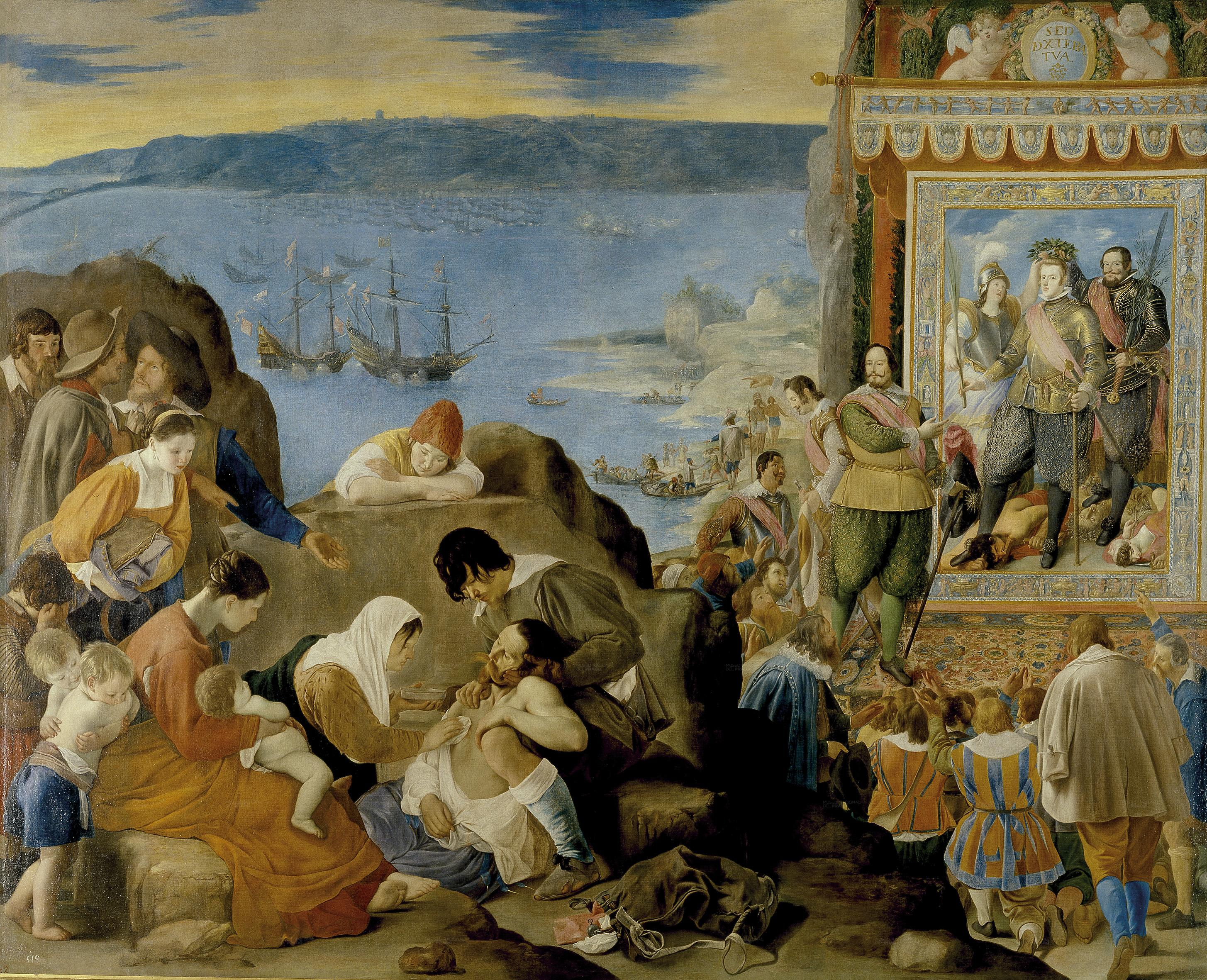
La riconquista di Salvador da parte delle truppe ispano-portoghesi (1º maggio 1625). Tela di Juan Bautista Maíno.

Sorpresa dalle facili conquiste in Oriente, la Repubblica delle Province Unite decise rapidamente di sfruttare la debolezza del Portogallo nelle Americhe. Nel 1621 fu creata la Compagnia olandese delle Indie occidentali (West-Indische Compagnie, abbreviato in WIC) per prendere il controllo del commercio dello zucchero e colonizzare l'America (il progetto della Nuova Olanda). La Compagnia beneficiò di grandi investimenti di capitale, attingendo all'entusiasmo dei maggiori finanzieri e capitalisti della Repubblica, come Isaac de Pinto, ebreo di origine portoghese. La compagnia olandese delle Indie Occidentali, tuttavia, non ebbe lo stesso successo della sua controparte orientale.
L'invasione olandese iniziò nel 1624 con la conquista dell'allora capitale dello stato del Brasile, la città di São Salvador da Bahia, ma la conquista olandese fu di breve durata. Nel 1625, una flotta congiunta spagnolo-portoghese di 52 navi e 12 000 uomini riconquistò rapidamente Salvador. La città avrebbe svolto da allora un ruolo cruciale come base portoghese nella lotta contro gli olandesi per il controllo del Brasile.

Assedio olandese di Olinda e Recife, la più grande e ricca zona produttrice di zucchero al mondo.

Nel 1628 la cattura di convoglio spagnolo carico d'argento nella baia di Matanzas, fornì agli olandesi i fondi necessari per tentare una nuova conquista della colonia brasiliana.
Nel 1630 gli olandesi tornarono all'attacco e catturarono prima Olinda e poi Recife, ribattezzata Mauritsstadt, istituendo la colonia del Brasile olandese. Il comandante portoghese Matias de Albuquerque ritirò le sue forze nell'entroterra, dove stabilì un accampamento chiamato Arraial do Bom Jesus. Fino al 1635, gli olandesi non furono in grado di raccogliere lo zucchero a causa degli attacchi della guerriglia portoghese, e rimasero confinati al perimetro murato delle città. Alla fine, gli olandesi riuscirono a cacciare i portoghesi con l'assistenza di un proprietario terriero locale, Domingos Fernandes Calabar, ma durante la ritirata verso Bahia, Matias de Albuquerque catturò Calabar a Porto Calvo e lo fece impiccare per alto tradimento.
I portoghesi respinsero due offensive olandesi a Bahia nel 1638. Tuttavia, nel 1641 gli olandesi catturarono São Luís, estendendo il loro dominio su tutto Brasile nordoccidentale tra il Maranhão e il Sergipe.

### L'insurrezione pernambucana

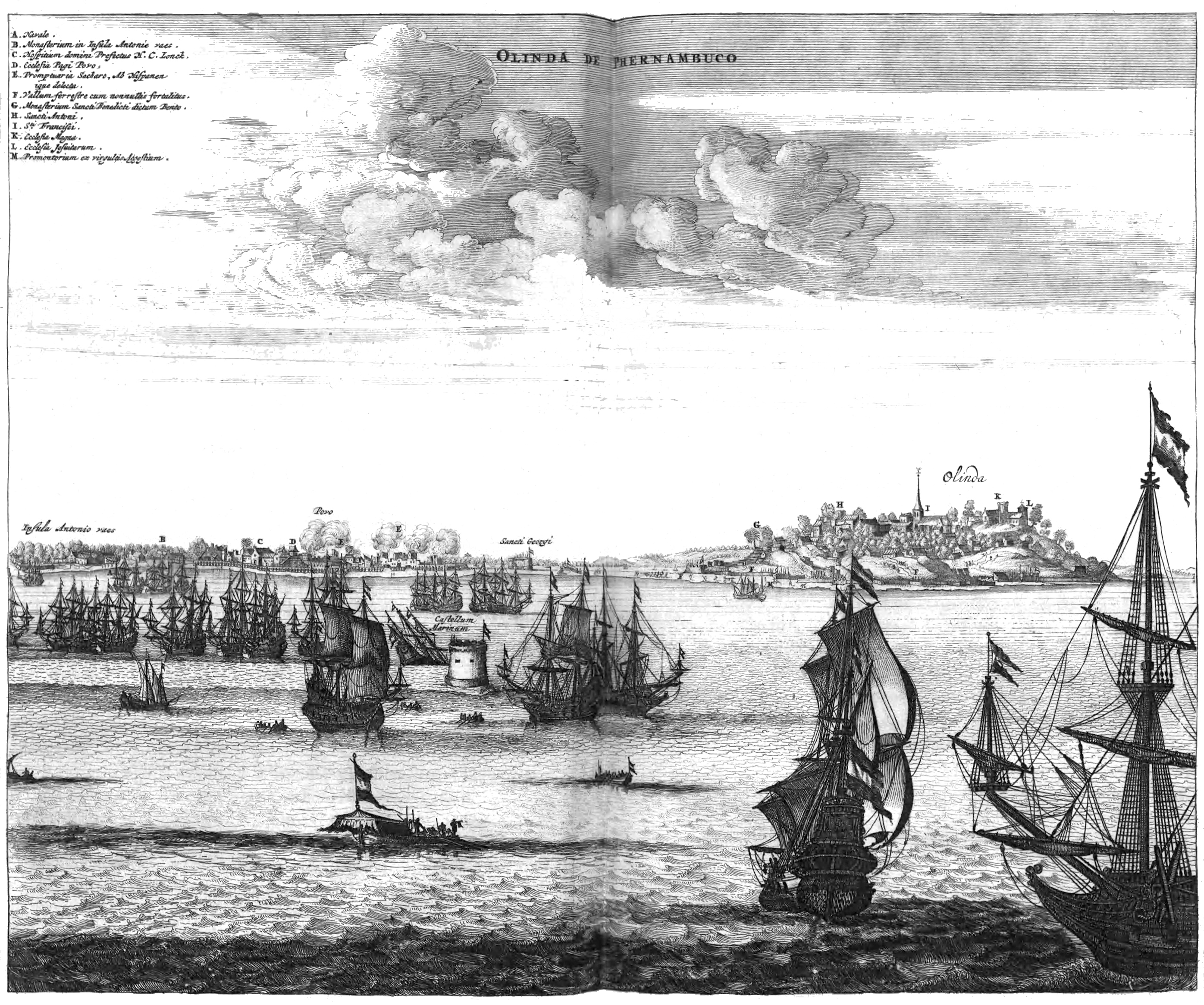
Assedio olandese di Olinda e Recife.

Nel 1644 il capace governatore della Nuova Olanda Giovanni Maurizio di Nassau fu allontanato dal suo posto e costretto a tornare in patria a causa delle spese eccessive e dei sospetti di corruzione. L'ostilità reciproca tra cattolici portoghesi e protestanti olandesi e il duro regime fiscale imposto dagli olandesi ai proprietari terrieri impoveriti dalle devastazioni della guerra causarono un forte risentimento dei coloni portoghesi nei confronti della nuova amministrazione.
Nel 1645, gran parte del Brasile olandese si ribellò sotto la guida del proprietario mulatto João Fernandes Vieira, che era rimasto fedele ai portoghesi. Le forze della Compagnia olandese delle Indie occidentali furono sconfitte nella battaglia di Tabocas, confinando gli olandesi nel perimetro delle città costiere fortificate, difesi da contingenti di mercenari tedeschi e fiamminghi. Nello stesso anno, gli olandesi abbandonarono São Luís. La seconda battaglia di Guararapes, nel 1649, segnò l'inizio della fine dell'occupazione olandese del Brasile portoghese, fino alla loro definitiva espulsione da Recife nel 1654.

## Africa occidentale e Angola
Allo stesso tempo, gli olandesi organizzarono incursioni contro i possedimenti portoghesi in Africa per prendere il controllo del commercio degli schiavi e completare il triangolo commerciale che avrebbe assicurato la prosperità economica della Nuova Olanda.
Nel 1626, una spedizione olandese mandata a prendere Elmina fu quasi spazzata via in un'imboscata dai portoghesi, ma nel 1637, Elmina cadde nelle mani degli olandesi. Nel 1641 (dopo una tregua tra Portogallo e Olanda), gli olandesi conquistarono l'isola di São Tomé e, prima della fine del 1642, occuparono il resto della Costa d'oro portoghese.
Nell'agosto del 1641 gli olandesi formarono un'alleanza a tre con il regno del Congo e la regina Nzinga di Ndongo, e con la loro assistenza catturarono Luanda e Benguela, senza però riuscire ad impedire ai portoghesi di ritirarsi nell'entroterra in roccaforti come Massangano, Ambaca e Muxima. Messa al sicuro un'immensa riserva di schiavi, gli olandesi si astennero da ulteriori azioni, pensando che i loro alleati sarebbero stati sufficienti per tenere a bada i portoghesi. Tuttavia, non avendo né artiglieria né armi da fuoco, la regina Nzinga e il Congo si dimostrarono incapaci di sconfiggere definitivamente i portoghesi e i loro alleati Imbangala.

### La riconquista di Luanda e São Tomé

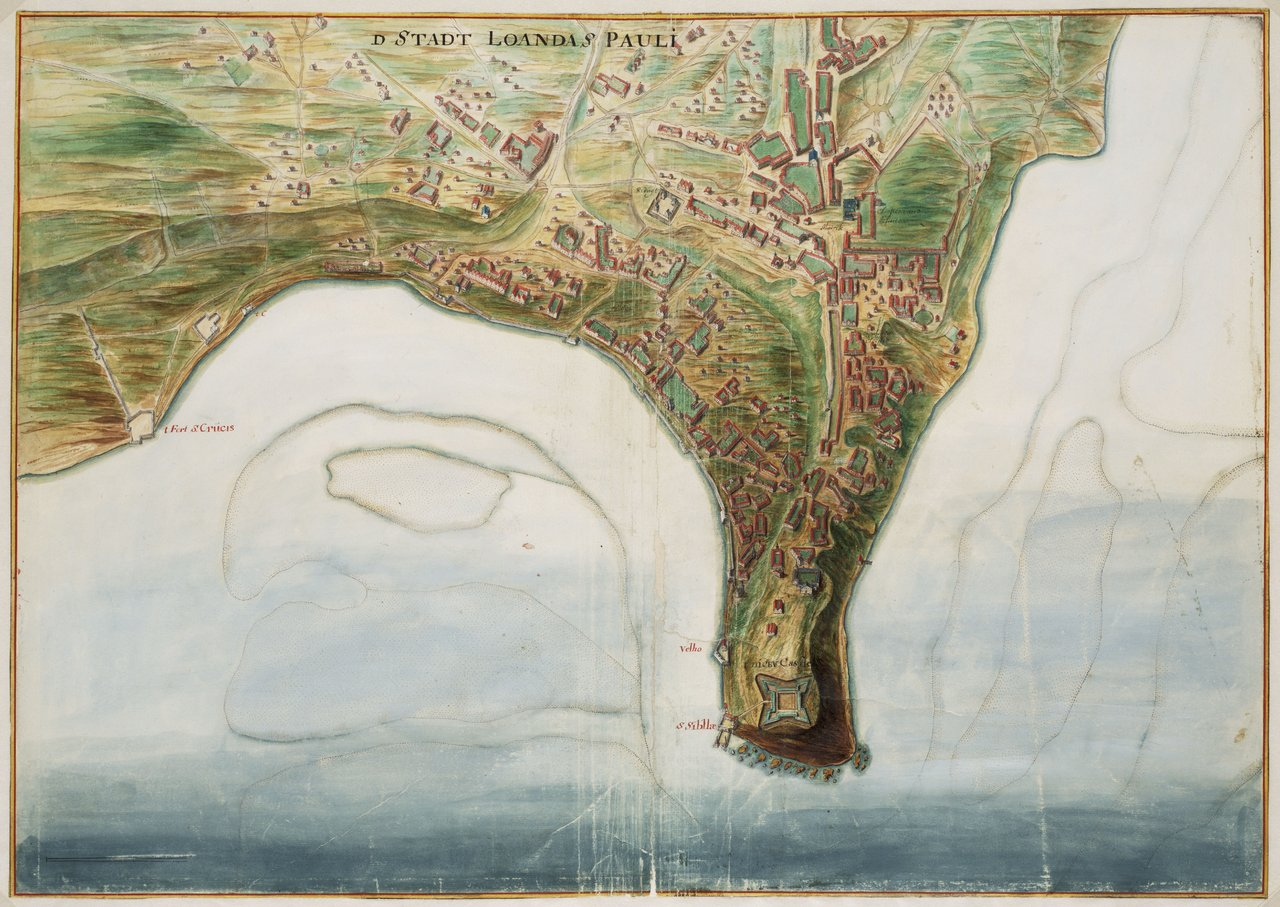
Luanda nel XVII secolo

Poiché i portoghesi non furono in grado di inviare rinforzi sufficienti alle loro colonie a causa della guerra di restaurazione in corso in Portogallo, nel 1648 il governatore portoghese del capitanato di Rio de Janeiro, Salvador Correia de Sá organizzò una spedizione militare per riprendere Luanda dagli olandesi partendo direttamente dal Brasile.
Agli inizi di agosto, la flotta portoghese raggiunse Luanda, dove de Sá comunicò alla guarnigione olandese che, poiché gli olandesi non avrebbero rispettato i termini della tregua, i portoghesi non sentivano alcun obbligo di proporla. Sebbene i portoghesi fossero in inferiorità numerica, una rapida dimostrazione di forza portò il 15 agosto la resa di Luanda e di tutte le forze olandesi in Angola. Dopo aver saputo della caduta di Luanda, la regina Nzinga si ritirò a Matamba, mentre la guarnigione olandese a São Tomé abbandonò l'isola, che fu rioccupata dai portoghesi più tardi quell'anno.

## Secondo trattato dell'Aia (1661) e pace (1663)
Gli olandesi, determinati a recuperare o mantenere i loro territori, rinviarono la fine del conflitto. Ma visto che dovevano lottare con gli inglesi nello stesso periodo, alla fine decisero di offrire la pace.

## Conseguenze
Charles R. Boxer ha affermato che il conflitto seicentesco tra la Repubblica delle Province Unite e le potenze iberiche sotto gli Asburgo merita di essere chiamato Prima guerra mondiale molto più che non quello del 1914-18, in quanto fu "combattuto in quattro continenti e sui sette mari". I costi della guerra, a prescindere dalla sua denominazione, furono veramente sconvolgenti, come mostra con chiarezza Geoffrey Parker. I Paesi Bassi meridionali, in particolare le province di Fiandra e Brabante, che erano state in prima linea nello sviluppo economico europeo fin dal Medioevo, furono devastati dalla guerra e dai blocchi. Ebbero effettivamente un recupero rispettabile, ma non riconquistarono la loro posizione di primo piano in Europa fino alla rivoluzione industriale nel XIX secolo. La stessa Spagna si rovinò nel conflitto, dilapidando molto più del tesoro proveniente dalle Indie per il mantenimento di cospicue forze militari stanziate nei Paesi Bassi. Parker (1979) riferisce che le entrate regie dalle Indie nel periodo 1571-75 ammontarono a circa 4 milioni di ducati, mentre le spese per l'Armata delle Fiandre nello stesso periodo furono pari a 9 milioni di ducati e quelle per la flotta del Mediterraneo ad altri 5 milioni, quindi con un deficit di 10 milioni di ducati che dovette essere coperto con una spietata tassazione nella stessa Castiglia e con il ricorso a massicci debiti contratti con i banchieri genovesi e di altri luoghi, principalmente in Italia. Il debito nazionale aumentò da 36 milioni di ducati, quando Filippo II sali al trono nel 1556, a 85 milioni alla sua morte nel 1598, arrivando fino a 180 milioni nel 1667. Il peso della guerra per i portoghesi, la cui rivalità con gli olandesi venne esacerbata dall'unione delle due corone nel 1580, fu particolarmente devastante in quanto costò loro le porzioni più preziose dell'impero asiatico. Quando si staccarono dalla Spagna nel 1640 era troppo tardi, dal momento che gli olandesi godevano ormai di un vantaggio incolmabile.

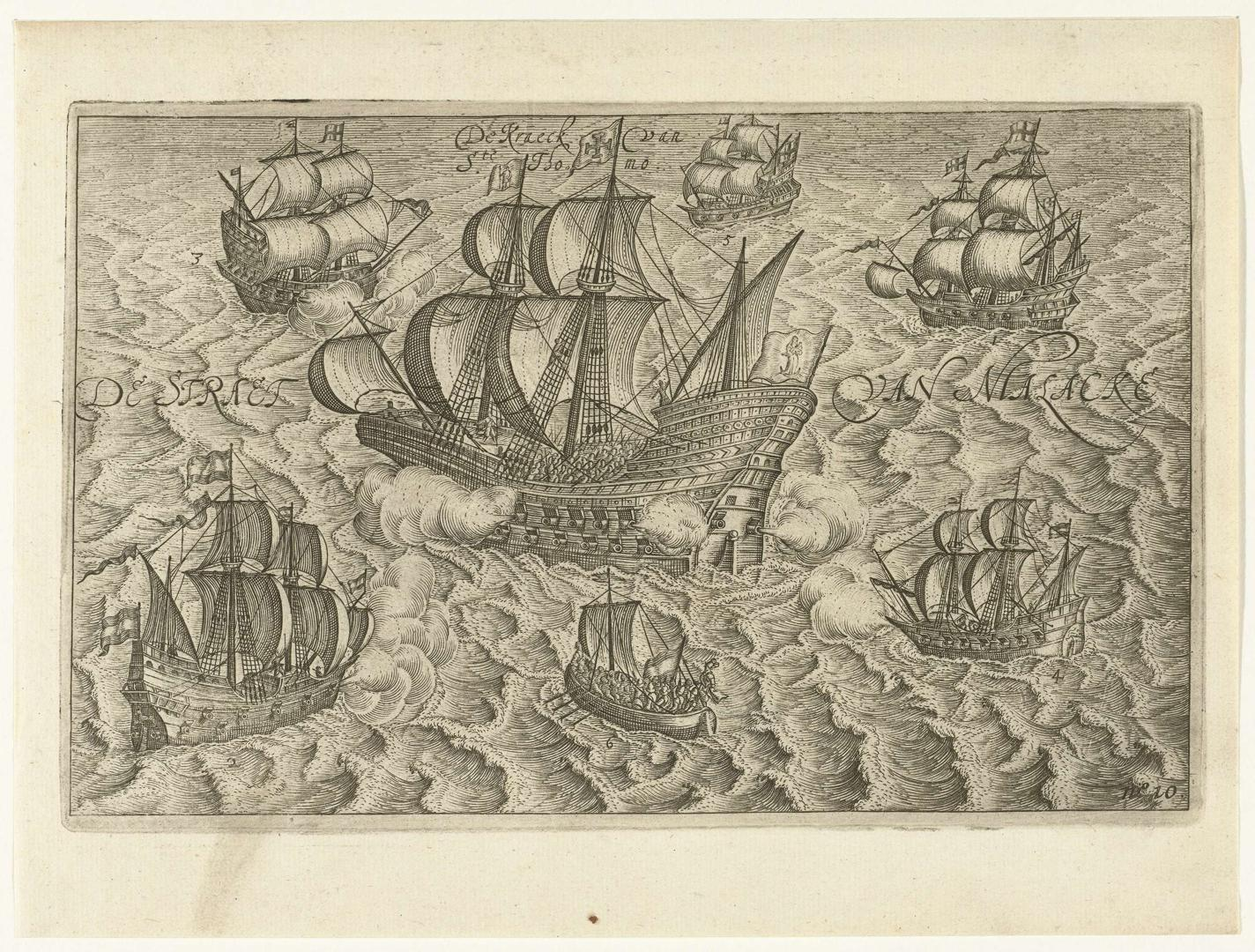
Gli olandesi catturano una caracca portoghese in viaggio da Santhome (India) a Malacca (Malesia).

Il successo olandese emerge chiaramente dai dati disponibili sui trasporti marittimi. I portoghesi godettero di un monopolio completo sulla rotta del Capo per quasi tutto il XVI secolo. Se il numero delle navi mandate in Asia diminuì più o meno costantemente nel corso del secolo, da 151 nel primo decennio ad appena 43 durante gli anni Novanta, ciò venne compensato da un aumento della dimensione media delle navi (da 283,3 tonnellate all'inizio del Cinquecento a 1144 tonnellate negli anni Novanta) e da un incremento della percentuale di quelle che riuscivano a fare ritorno in Portogallo, dal 58% al 93% nello stesso periodo. Il risultato fu che il tonnellaggio portato a Lisbona crebbe lentamente ma costantemente nel corso del secolo, calando solamente negli anni Novanta, il decennio nel quale gli olandesi fecero la loro prima comparsa nelle acque asiatiche.
Da quel momento in poi, gli olandesi inviarono in Asia più navi rispetto ai portoghesi o a chiunque altro, e tale vantaggio durò per quasi due secoli, fino agli anni Ottanta del Settecento. Dato che le navi olandesi (e portoghesi) tendevano a essere più grandi di quelle inglesi o francesi, il vantaggio olandese per numero di bastimenti in navigazione si traduceva in un vantaggio ancora più grande in termini di tonnellaggio di ritorno in Europa. Per quanto riguarda i portoghesi, il tonnellaggio di ritorno a Lisbona diminuì costantemente nel corso del XVII secolo. Già verso il 1650, essi non erano più un serio concorrente sulla rotta del Capo che avevano aperto un secolo e mezzo prima. Il primato nel commercio intercontinentale tra Europa e Asia era chiaramente passato alla VOC e alla Repubblica delle Province Unite, anche se già cominciavano a dover fare i conti con i loro rivali inglesi per mantenerlo.
Come dimostra Parker, gli olandesi non conseguirono facilmente la vittoria. Resistere agli enormi eserciti spagnoli richiedeva ogni anno ingenti somme, che passarono da 3 milioni di fiorini nel 1591 a 9 milioni nel 1607, 13 milioni nel 1622 e 19 milioni nel 1640. Le tasse dovettero aumentare e il debito pubblico della sola provincia d'Olanda ammontava a 153 milioni di fiorini nel 1651. Una grande differenza rispetto alla Spagna, però, era che la maggior parte di questo debito veniva contratto ad Amsterdam e mantenuto all'interno dello stato, pagando tassi di interesse che scesero dal 10% all'inizio del Seicento al 5% negli anni Quaranta del Seicento e al 4% dopo il 1651, grazie alla elevata propensione al risparmio degli olandesi nonostante l'opulento stile di vita dei principi mercanti e della classe dei Reggenti.
La VOC alla fine fu molto redditizia, anche se occorsero decenni per costituire la sua infrastruttura militare e commerciale, mentre la WIC fu un'iniziativa in perdita per quasi tutti gli anni della sua esistenza. Infatti è possibile sostenere che, pur con tutto il suo fascino e il suo prestigio, il commercio intercontinentale a lunga distanza contribuì meno alla vera prosperità dell'età dell'oro olandese rispetto al solito "'commercio madre" con il Baltico e alle attività di pesca delle aringhe. Delle 4300 navi gestite dagli olandesi nel 1634, la flotta da pesca ne contava 2250, quelle del Baltico e del Mediterraneo 1750, quelle delle Indie Orientali e Occidentali appena 300. In generale in età moderna il commercio all'interno dell'Europa e, senza dubbio, all'interno dell'Asia era di gran lunga maggiore per volume valore rispetto alle spezie, alle sete e agli schiavi che attraversavano gli oceani del mondo. Questo, tuttavia, non dovrebbe sminuire l'importanza di ciò che fu realizzato in quell'epoca, fra il 1500 e il 1650, nei termini dei fondamenti per l'avvio di un'economia veramente globale.